# Acrosemia dichorda
Acrosemia dichorda är en fjärilsart som beskrevs av George Francis Hampson 1904. Acrosemia dichorda ingår i släktet Acrosemia och familjen mätare. Inga underarter finns listade i Catalogue of Life.